# Ophiacantha brevispina
Ophiacantha brevispina är en ormstjärneart som beskrevs av Jean Baptiste François René Koehler 1898. Ophiacantha brevispina ingår i släktet Ophiacantha och familjen knotterormstjärnor. Inga underarter finns listade i Catalogue of Life.